# سلیشته (کورشوملییا)
سلیشته (به صربی: Selište) یک منطقهٔ مسکونی در صربستان است که در کورشوملیا واقع شده‌است. سلیشته ۲۴ نفر جمعیت دارد.